# 地層下陷

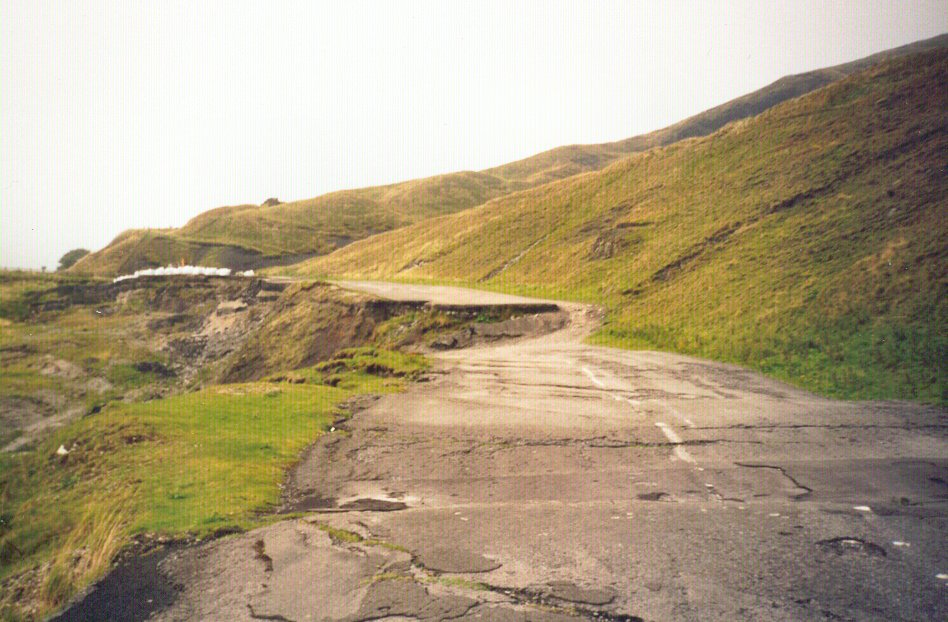
道路因為地層下陷導致損毀，在英國德比郡附近

不同類型的地層下陷。

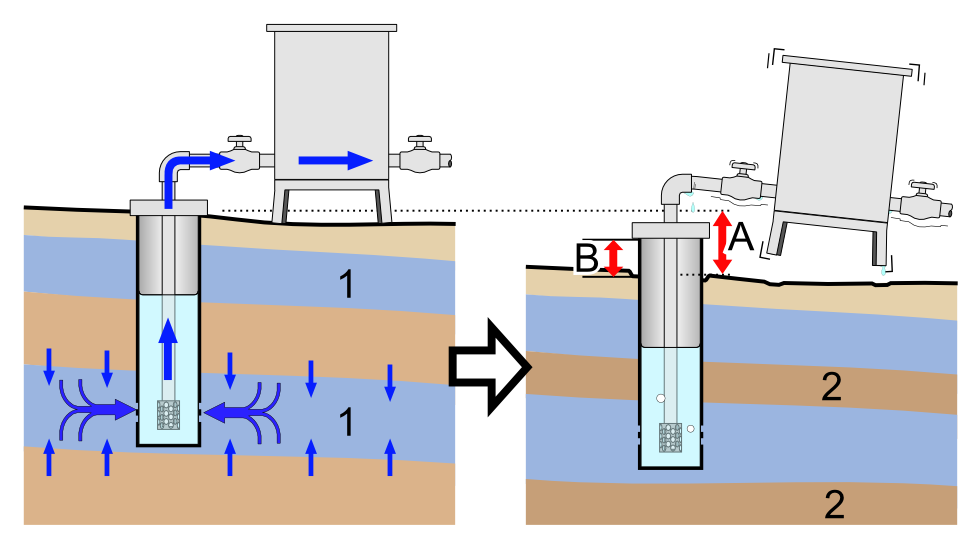
因為抽地下水，使地層的砂石與土壤流失，所引發的地層下陷。

地層下陷（英語：land subsidence），泛指地面向下沉陷的垂直地表變形，基準面一般以平均海水面為基準。變形方向與地殼抬升運動相反。地層下陷發生的時間尺度分布極廣，從幾日到幾千年皆有可能。

## 原因
地層下陷的原因很多，包括自然與人為的多種因素。其中數種主要的影響因素簡述如下：

### 自然沉陷原因
- 地層壓密作用：近地表的近代沖積層會因為重力之影響而產生壓密作用，進而導致地面高度的快速沉降。此類作用常發生於沿海平原與河口三角洲地區，如密西西比河三角洲地帶[1]。
- 海平面上升：全球的海平面上升也會造成相對的地層下陷現象。此現象常見於沿海平原地帶。
- 地質構造活動：持續而緩慢的地殼彈性/非彈性變形，與瞬時發生的地殼運動皆會使地層產生垂直性的變形，導致區域地層下陷或抬升。此類運動常見於隱沒帶上磐的島嶼處[2]。
- 天然地表壓力變化：季節性的地表水量改變，與積雪變化皆會導致季節性的地層垂直高度變化。此類變化可產生公分級的垂直高程改變。
- 地殼彈性變形：受到大陸冰川與海洋分布的影響，大陸地殼會產生不同程度的彎曲變形，並導致地殼上不同區域產生垂直向的高度變化。
- 火山活動：火山活動與相應的岩漿流動亦可能產生其上地區的地層下陷。

### 人為沉陷原因
- 地下水流失：過度抽取地下水，或是地下水補注量少於人為開採量皆會加速地層壓密作用而導致地層下陷。
- 人工建築物的額外負重：在未壓密的沉積物地層上興建大型建築會對地層產生額外的壓力，導致地層下陷。
- 地下資源開採：天然氣、石油等開採行為亦會導致礦區上方的地表沉陷。

## 各地範例

### 臺灣
依據經濟部水利署地層下陷水準檢測報告顯示，至民國103年為止，台灣地區顯著下陷區域仍有彰化縣、雲林縣及屏東縣等地區。其中，彰化縣持續下陷地區發生在溪湖鎮與溪州鄉等兩個鄉鎮，面積約為1.5平方公里，最大下陷速率發生在溪州鄉之「水利彰59」，為3.4公分/年。雲林縣持續下陷地區則有虎尾鎮、土庫鎮、元長鄉、褒忠鄉、崙背鄉、台西鄉、四湖鄉與水林鄉等八個鄉鎮，面積約為307.6平方公里，最大下陷速率則發生在元長鄉之「水利雲78-1」，為6.1公分/年。
其他地方像是屏東的林邊佳冬一帶也是地層下陷嚴重的地區，在東北部的宜蘭頭城，台北盆地也有程度不等的地層下陷。
為有效遏止部分地區因長期以來由於產業發展、土地利用與水源供應間未能平衡考量，致超抽地下水而引發地層下陷及其所衍生災害，水利署歷年來陸續與相關單位共同積極推動「地層下陷防治執行方案」、「地下水保育管理暨地層下陷防治計畫」及「雲彰地區地層下陷具體解決方案暨行動計畫」等各項防範與治理措施。依水利署103年地層下陷檢測結果顯示，全台顯著下陷面積(指年下陷速率超過3公分之區域)從90年之1,529.2平方公里減少為326.7平方公里，目前下陷較明顯之彰雲地區則從1,018.5平方公里減少為309.1平方公里，地層下陷防治工作已有成效。
另為解決現階段農業養殖、灌溉、民生及工業等各標的違法水井競相抽用地下水之現象，依據99年5月24日召開之「經濟部地層下陷防治推動委員會」第6次會議決議執行，將以「新增違法水井即查即填、既有違法水井分兩階段處置」為處置原則，持續督促及協助地下水管制區內直轄市及縣市政府加速辦理新增違法水井取締查處工作，並協助地方政府規劃分階段填塞不應存在或對環境負面影響較大之既有違法水井，俾以控制違法水井數量不再增加，避免加劇地下水之抽用。同時對位於環境敏感地區之公有合法水井則納入優先填塞或遷移處置對象，以減少因超抽地下水造成地層下陷之情形持續惡化。

### 中國大陸
天津地區與上海地區因城市位於新形成的沖積平原之上，受到天然沉積物的壓密作用而持續下陷。此二區域下陷的狀況又受到地下水過度的抽取而更形嚴重。以天津地區而言，其沉降速率在1980年代曾高達86 mm/yr；再經過地下水開採管制等措施之後，現今地層下陷速率仍達10-24 mm/yr之譜。至於上海地區，由於地下水抽取等因素，上海城區在過去一個世紀地面沉降約2公尺左右，現上海地區則因高樓建築物重量問題而有地下水抽取以外的其它沉降問題。

## 相關
- 國家安全

## 外部連結
- （繁體中文）經濟部水利署國立成功大學地層下陷防治服務團（页面存档备份，存于）